# 2015–2016-os német labdarúgó-bajnokság (első osztály)
A 2015–2016-os német labdarúgó-bajnokság - eredeti német nevén Fussball-Bundesliga - az 53. szezonja a Bundesligának. A szezon 2015. augusztus 14-én kezdődött, és 2016. május 14-én ért véget. A címvédő az FC Bayern München, a feljutók az SV Darmstadt 98 és az abszolút újonc FC Ingolstadt 04.
A bajnokságot a címvédő nyerte, a Bayern Münchennek ez volt a 26. német bajnoki címe. A második helyen a Borussia Dortmund, a harmadikon pedig a Bayer Leverkusen végzett. Kiesett az első osztályból a Hannover 96 és a VfB Stuttgart, az Eintracht Frankfurt pedig osztályozót játszik a másodosztály harmadik helyezettjével, az 1. FC Nürnberg csapatával.

## Csapatok
A bajnokságon 18 csapat vesz részt: a tavalyi bajnokság bennmaradt 15 csapata (a 16. helyezett osztályzót játszik), és 2 feljutó. A másodosztály első és második helyezettje (az FC Ingolstadt 04 és a SV Darmstadt 98) feljutott a Bundesligába, viszont a harmadiknak osztályzót kellett játszania a Hamburger SV ellen, ahol a másodosztály harmadik helyezettje, a Karlsruher SC alulmaradt.

### Csapatok adatai
| Csapat                   | Város           | Stadion                        | Befogadóképesség |
| ------------------------ | --------------- | ------------------------------ | ---------------- |
| FC Augsburg              | Augsburg        | WWK ARENA                      | 30,660           |
| Bayer 04 Leverkusen      | Leverkusen      | BayArena                       | 30,210           |
| FC Bayern München        | München         | Allianz Arena                  | 71,000           |
| Borussia Dortmund        | Dortmund        | Signal Iduna Park              | 80,645           |
| Borussia Mönchengladbach | Mönchengladbach | Stadion im Borussia-Park       | 54,010           |
| SV Darmstadt 98          | Darmstadt       | Merck-Stadion am Böllenfalltor | 17,000           |
| Eintracht Frankfurt      | Frankfurt       | Commerzbank-Arena              | 51,500           |
| Hamburger SV             | Hamburg         | Volksparkstadion               | 57,000           |
| Hannover 96              | Hannover        | HDI-Arena                      | 49,000           |
| Hertha BSC               | Berlin          | Olimpiai Stadion               | 74,244           |
| TSG 1899 Hoffenheim      | Sinsheim        | Wirsol Rhein-Neckar-Arena      | 30,150           |
| FC Ingolstadt 04         | Ingolstadt      | Audi-Sportpark                 | 15,800           |
| 1. FC Köln               | Köln            | RheinEnergieStadion            | 50,000           |
| 1. FSV Mainz 05          | Mainz           | Coface Arena                   | 34,000           |
| FC Schalke 04            | Gelsenkirchen   | Veltins-Arena                  | 61,973           |
| VfB Stuttgart            | Stuttgart       | Mercedes-Benz Arena            | 60,441           |
| Werder Bremen            | Bréma           | Weserstadion                   | 42,100           |
| VfL Wolfsburg            | Wolfsburg       | Volkswagen Arena               | 30,000           |

### Személyek és támogatók
2016. május 1. szerint
| Csapat                   | Vezetőedző          | Csapatkapitány        | Mezgyártó | Mezszponzor             |
| ------------------------ | ------------------- | --------------------- | --------- | ----------------------- |
| Augsburg                 | Markus Weinzierl    | Paul Verhaegh         | Nike      | WWK Versicherungsgruppe |
| Bayer Leverkusen         | Roger Schmidt       | Lars Bender           | Adidas    | LG                      |
| Bayern München           | Pep Guardiola       | Philipp Lahm          | Adidas    | Deutsche Telekom        |
| Borussia Dortmund        | Thomas Tuchel       | Mats Hummels          | Puma      | Evonik                  |
| Borussia Mönchengladbach | André Schubert      | Granit Xhaka          | Kappa     | Postbank                |
| Darmstadt                | Dirk Schuster       | Aytaç Sulu            | Nike      | Software AG             |
| Eintracht Frankfurt      | Niko Kovač          | Alexander Meier       | Jako      | Alfa Romeo              |
| Hamburger SV             | Bruno Labbadia      | Johan Djourou         | Adidas    | Emirates                |
| Hannover 96              | Daniel Stendel      | Christian Schulz      | Jako      | Heinz von Heiden        |
| Hertha BSC               | Dárdai Pál          | Fabian Lustenberger   | Nike      | Bet-at-home.com         |
| Hoffenheim               | Julian Nagelsmann   | Pirmin Schwegler      | Lotto     | SAP                     |
| Ingolstadt               | Ralph Hasenhüttl    | Marvin Matip          | Adidas    | Media-Markt             |
| Köln                     | Peter Stöger        | Matthias Lehmann      | Erima     | REWE                    |
| Mainz                    | Martin Schmidt      | Julian Baumgartlinger | Lotto     | Kömmerling              |
| Schalke 04               | André Breitenreiter | Benedikt Höwedes      | Adidas    | Gazprom                 |
| Stuttgart                | Jürgen Kramny       | Christian Gentner     | Puma      | Mercedes-Benz Bank      |
| Werder Bremen            | Viktor Szkripnik    | Clemens Fritz         | Nike      | Wiesenhof               |
| Wolfsburg                | Dieter Hecking      | Diego Benaglio        | Kappa     | Volkswagen              |

### Vezetőedző-váltások
| Csapat                   | Távozó edző        | Ok                | Dátum                | Érkező                    | Dátum                                                 |
| ------------------------ | ------------------ | ----------------- | -------------------- | ------------------------- | ----------------------------------------------------- |
| Borussia Mönchengladbach | Lucien Favre       | Lemondott         | 2015. szeptember 20. | André Schubert (átmeneti) | 2015. szeptember 21. (2015. november 13-tól végleges) |
| TSG 1899 Hoffenheim      | Markus Gisdol      | Elküldték         | 2015. október 26.    | Huub Stevens              | 2015. október 26.                                     |
| VfB Stuttgart            | Alexander Zorniger | Elküldték         | 2015. november 24.   | Jürgen Kramny             | 2015. november 24.                                    |
| Hannover 96              | Michael Frontzeck  | Lemondott         | 2015. december 21.   | Thomas Schaaf             | 2015. december 28.                                    |
| TSG 1899 Hoffenheim      | Huub Stevens       | Egészségügyi okok | 2016. február 10.    | Julian Nagelsmann         | 2016. február 11.                                     |
| Eintracht Frankfurt      | Armin Veh          | Elküldték         | 2016. március 6.     | Niko Kovač                | 2016. március 8.                                      |
| Hannover 96              | Thomas Schaaf      | Elküldték         | 2015. április 3.     | Daniel Stendel            | 2016. április 3.                                      |

## Tabella
| #   | Csapat                   | M  | GY | D  | V  | G+ – G– | GK  | P                                                       | Megjegyzések                               |
| --- | ------------------------ | -- | -- | -- | -- | ------- | --- | ------------------------------------------------------- | ------------------------------------------ |
| 1.  | Bayern München CV        | 34 | 28 | 4  | 2  | 80–17   | +63 | 88                                                      | 2016–2017-es Bajnokok Ligája – csoportkör  |
| 2.  | Borussia Dortmund        | 34 | 24 | 6  | 4  | 82–34   | +48 | 78                                                      | 2016–2017-es Bajnokok Ligája – csoportkör  |
| 3.  | Bayer Leverkusen         | 34 | 18 | 6  | 10 | 56–40   | +16 | 60                                                      | 2016–2017-es Bajnokok Ligája – csoportkör  |
| 4.  | Borussia Mönchengladbach | 34 | 17 | 4  | 13 | 67–51   | +16 | 55                                                      | 2016-2017-es Bajnokok Ligája – rájátszás   |
| 5.  | Schalke 04               | 34 | 15 | 7  | 12 | 51–49   | +2  | 52                                                      | 2016–2017-es Európa-liga – csoportkör      |
| 6.  | 1. FSV Mainz 05          | 34 | 14 | 8  | 12 | 46–42   | +4  | 50                                                      | 2016–2017-es Európa-liga – rájátszás       |
| 7.  | Hertha BSC               | 34 | 14 | 8  | 12 | 42–42   | 0   | 50                                                      | 2016–2017-es Európa-liga – 3. selejtezőkör |
| 8.  | VfL Wolfsburg            | 34 | 12 | 9  | 13 | 47–49   | −2  | 45 \| rowspan="8" style="background-color: #fafafa;" \| |                                            |
| 9.  | 1. FC Köln               | 34 | 10 | 13 | 11 | 38–42   | −4  | 43                                                      |                                            |
| 10. | Hamburger SV             | 34 | 11 | 8  | 15 | 40–46   | −6  | 41                                                      |                                            |
| 11. | FC Ingolstadt 04 Ú       | 34 | 10 | 10 | 14 | 33–42   | −9  | 40                                                      |                                            |
| 12. | FC Augsburg              | 34 | 9  | 11 | 14 | 42–52   | −10 | 38                                                      |                                            |
| 13. | SV Werder Bremen         | 34 | 10 | 8  | 16 | 50–65   | −15 | 38                                                      |                                            |
| 14. | SV Darmstadt 98 Ú        | 34 | 9  | 11 | 14 | 38–53   | −15 | 38                                                      |                                            |
| 15. | TSG 1899 Hoffenheim      | 34 | 9  | 10 | 15 | 39–54   | −15 | 37                                                      |                                            |
| 16. | Eintracht Frankfurt      | 34 | 9  | 9  | 16 | 34–52   | −18 | 36                                                      | Osztályozó                                 |
| 17. | VfB Stuttgart (K)        | 34 | 9  | 6  | 19 | 50–75   | −25 | 33                                                      | 2. Fußball-Bundesliga                      |
| 18. | Hannover 96 (K)          | 34 | 7  | 4  | 23 | 31–62   | −31 | 25                                                      | 2. Fußball-Bundesliga                      |

Utolsó frissítés: 2016. május 14. 
Forrás: bundesliga.de 
A rangsorolás alapszabályai: 1. összpontszám, 2. egymás elleni eredmények összpontszáma, 3. gólkülönbség, 4. szerzett gólok száma.
(B): Bajnokcsapat, (K): Kieső csapat, (F): Feljutó csapat, (I): Kupainduló, (R): A rájátszás győztese, (KGY): Kupagyőztes

## Mérkőzések fordulónként
| Bundesliga 2015/16 Frissítve: 2016. május 14. | BAY | WOB | MGL | LEV | AUG | S04 | DOR | HOF | FRA | BRE | MAI | KÖL | H96 | STU | BSC | HSV | FCI | DAR |
| Bayern München                                |     | 5:1 | 1:1 | 3:0 | 2:1 | 3:0 | 5:1 | 2:0 | 1:0 | 5:0 | 1:2 | 4:0 | 3:1 | 4:0 | 2:0 | 5:0 | 2:0 | 3:1 |
| VfL Wolfsburg                                 | 0:2 |     | 2:1 | 2:1 | 0:2 | 3:0 | 1:2 | 4:2 | 2:1 | 6:0 | 1:1 | 1:1 | 1:1 | 3:1 | 2:0 | 1:1 | 2:0 | 1:1 |
| Borussia Mönchengladbach                      | 3:1 | 2:0 |     | 2:1 | 4:2 | 3:1 | 1:3 | 3:1 | 3:0 | 5:1 | 1:2 | 1:0 | 2:1 | 4:0 | 5:0 | 0:3 | 0:0 | 3:2 |
| Bayer 04 Leverkusen                           | 0:0 | 3:0 | 5:0 |     | 1:1 | 1:1 | 0:1 | 2:1 | 3:0 | 1:4 | 1:0 | 1:2 | 3:0 | 4:3 | 2:1 | 1:0 | 3:2 | 0:1 |
| FC Augsburg                                   | 1:3 | 0:0 | 2:2 | 3:3 |     | 2:1 | 1:3 | 1:3 | 0:0 | 1:2 | 3:3 | 0:0 | 2:0 | 1:0 | 0:1 | 1:3 | 0:1 | 0:2 |
| FC Schalke 04                                 | 1:3 | 3:0 | 2:1 | 2:3 | 1:1 |     | 2:2 | 1:0 | 2:0 | 1:3 | 2:1 | 0:3 | 3:1 | 1:1 | 2:1 | 3:2 | 1:1 | 1:1 |
| Borussia Dortmund                             | 0:0 | 5:1 | 4:0 | 3:0 | 5:1 | 3:2 |     | 3:1 | 4:1 | 3:2 | 2:0 | 2:2 | 1:0 | 4:1 | 3:1 | 3:0 | 2:0 | 2:2 |
| TSG 1899 Hoffenheim                           | 1:2 | 1:0 | 3:3 | 1:1 | 2:1 | 1:4 | 1:1 |     | 0:0 | 1:3 | 3:2 | 1:1 | 1:0 | 2:2 | 2:1 | 0:1 | 2:1 | 0:2 |
| Eintracht Frankfurt                           | 0:0 | 3:2 | 1:5 | 1:3 | 1:1 | 0:0 | 1:0 | 0:2 |     | 2:1 | 2:1 | 6:2 | 1:0 | 2:4 | 1:1 | 0:0 | 1:1 | 0:1 |
| SV Werder Bremen                              | 0:1 | 3:2 | 2:1 | 0:3 | 1:2 | 0:3 | 1:3 | 1:1 | 1:0 |     | 1:1 | 1:1 | 4:1 | 6:2 | 3:3 | 1:3 | 0:1 | 2:2 |
| 1. FSV Mainz 05                               | 0:3 | 2:0 | 1:0 | 3:1 | 4:2 | 2:1 | 0:2 | 3:1 | 2:1 | 1:3 |     | 2:3 | 3:0 | 0:0 | 0:0 | 0:0 | 0:1 | 0:0 |
| 1. FC Köln                                    | 0:1 | 1:1 | 1:0 | 0:2 | 0:1 | 1:3 | 2:1 | 0:0 | 3:1 | 0:0 | 0:0 |     | 0:1 | 1:3 | 0:1 | 2:1 | 1:1 | 4:1 |
| Hannover 96                                   | 0:1 | 0:4 | 2:0 | 0:1 | 0:1 | 1:3 | 2:4 | 1:0 | 1:2 | 1:0 | 0:1 | 0:2 |     | 1:3 | 1:3 | 0:3 | 4:0 | 1:2 |
| VfB Stuttgart                                 | 1:3 | 3:1 | 1:3 | 0:2 | 0:4 | 0:1 | 0:3 | 5:1 | 1:4 | 1:1 | 1:3 | 1:3 | 1:2 |     | 2:0 | 2:1 | 1:0 | 2:0 |
| Hertha BSC                                    | 0:2 | 1:1 | 1:4 | 2:1 | 0:0 | 2:0 | 0:0 | 1:0 | 2:0 | 1:1 | 2:0 | 2:0 | 2:2 | 2:1 |     | 3:0 | 2:1 | 1:2 |
| Hamburger SV                                  | 1:2 | 0:1 | 3:2 | 0:0 | 0:1 | 0:1 | 3:1 | 1:3 | 0:0 | 2:1 | 1:3 | 1:1 | 1:2 | 3:2 | 2:0 |     | 1:1 | 1:2 |
| FC Ingolstadt 04                              | 1:2 | 0:0 | 1:0 | 0:1 | 2:1 | 3:0 | 0:4 | 1:1 | 2:0 | 2:0 | 1:0 | 1:1 | 2:2 | 3:3 | 0:1 | 0:1 |     | 3:1 |
| SV Darmstadt 98                               | 0:3 | 0:1 | 0:2 | 1:2 | 2:2 | 0:2 | 0:2 | 0:0 | 1:2 | 2:1 | 2:3 | 0:0 | 2:2 | 2:2 | 0:4 | 1:1 | 2:0 |     |

## Osztályozó
| 2016. május 19. 20:30 (CEST) |

| Eintracht Frankfurt | 1-1               | 1. FC Nürnberg |
| ------------------- | ----------------- | -------------- |
| Gaćinović 65'       | (0-1) Jegyzőkönyv | Russ 42'       |

| Commerzbank-Arena, Frankfurt am Main Nézőszám: 51 500 Játékvezető: Daniel Siebert (német) |

| 2016. május 23. 20:30 (CEST) |

| 1. FC Nürnberg | 0-1               | Eintracht Frankfurt |
| -------------- | ----------------- | ------------------- |
|                | (0-0) Jegyzőkönyv | Seferović 66'       |

| Grundig Stadion, Nürnberg Nézőszám: 50 000 Játékvezető: Christian Dingert (német) |

Összesítésben az Eintracht Frankfurt 2–1-re győzött, így benn maradt az élvonalban.

## Statisztikák
| Helyezés | Játékos                   | Klub                     | Gól |
| -------- | ------------------------- | ------------------------ | --- |
| 1.       | Robert Lewandowski        | FC Bayern München        | 30  |
| 2.       | Pierre-Emerick Aubameyang | Borussia Dortmund        | 25  |
| 3.       | Thomas Müller             | FC Bayern München        | 20  |
| 4.       | Chicharito                | Bayer 04 Leverkusen      | 17  |
| 5.       | Anthony Modeste           | 1. FC Köln               | 15  |
| 6.       | Salomon Kalou             | Hertha BSC               | 14  |
| 6.       | Claudio Pizarro           | SV Werder Bremen         | 14  |
| 6.       | Sandro Wagner             | SV Darmstadt 98          | 14  |
| 9.       | Raffael                   | Borussia Mönchengladbach | 13  |
| 9.       | Daniel Didavi             | VfB Stuttgart            | 13  |

| Helyezés | Játékos          | Klub                     | Gólpassz |
| -------- | ---------------- | ------------------------ | -------- |
| 1.       | Henrih Mhitarján | Borussia Dortmund        | 20       |
| 2.       | Douglas Costa    | FC Bayern München        | 14       |
| 3.       | Zlatko Junuzović | SV Werder Bremen         | 12       |
| 4.       | Karim Bellarabi  | Bayer 04 Leverkusen      | 11       |
| 4.       | Lars Stindl      | Borussia Mönchengladbach | 11       |
| 6.       | Raffael          | Borussia Mönchengladbach | 10       |
| 6.       | Kevin Volland    | TSG 1899 Hoffenheim      | 10       |
| 8.       | Kagava Sindzsi   | Borussia Dortmund        | 9        |
| 8.       | Mahmoud Dahoud   | Borussia Mönchengladbach | 9        |
| 10.      | Max Meyer        | FC Schalke 04            | 8        |
| 10.      | Jairo Sampeiro   | 1. FSV Mainz 05          | 8        |

## A bajnok csapat és az év játékosa
|         | BAYERN MÜNCHEN 2015/16 25. Bundesliga bajnoki cím - 26. német bajnoki cím | |
| Kapusok | Manuel Neuer (34); Sven Ulreich (1); Tom Starke (0) | Manuel Neuer (34); Sven Ulreich (1); Tom Starke (0) |
| Védők   | David Alaba (30/2); Philipp Lahm (26/1); Rafinha (25/0); Joshua Kimmich (23/0); Jérôme Boateng (19/0); Javi Martínez (16/1); Juan Bernat (16/0); Mehdi Benatija (14/1); Holger Badstuber (7/0); Serdar Tasci (3/0); Dante (1/0); Jan Kirchhoff (0/0) | David Alaba (30/2); Philipp Lahm (26/1); Rafinha (25/0); Joshua Kimmich (23/0); Jérôme Boateng (19/0); Javi Martínez (16/1); Juan Bernat (16/0); Mehdi Benatija (14/1); Holger Badstuber (7/0); Serdar Tasci (3/0); Dante (1/0); Jan Kirchhoff (0/0) |
| Középp. | Arturo Vidal (30/4); Thiago Alcântara (27/2); Douglas Costa (27/4); Xabi Alonso (26/0); Arjen Robben (15/4); Sebastian Rode (15/1); Franck Ribéry (13/2); Gianluca Gaudino (0/0); Pierre Højbjerg (0/0); Julian Green (0/0)                          | Arturo Vidal (30/4); Thiago Alcântara (27/2); Douglas Costa (27/4); Xabi Alonso (26/0); Arjen Robben (15/4); Sebastian Rode (15/1); Franck Ribéry (13/2); Gianluca Gaudino (0/0); Pierre Højbjerg (0/0); Julian Green (0/0)                          |
| Támadók | Robert Lewandowski (32/30); Thomas Müller (31/20); Kingsley Coman (23/4); Mario Götze (14/3); Miloš Pantović (1/0); Sinan Kurt (0/0) | Robert Lewandowski (32/30); Thomas Müller (31/20); Kingsley Coman (23/4); Mario Götze (14/3); Miloš Pantović (1/0); Sinan Kurt (0/0) |
| Edző    | Pep Guardiola | forrás |

| Fußballer des Jahres Az év német - vagy Németországban játszó - futballistája a német labdarúgó szakújságírók szavazása alapján |
| |
| Jérôme Boateng Bayern München                                                                                                   |

## Az idény álomcsapata
| Az idény 11-e Adler Lahm Boateng Hummels Alaba Alonso Kampl Mhitarján Müller Costa Lewandowski | Az idény álomcsapata a Kicker - német sportmagazin - osztályzatai alapján. Az álomcsapat 4-2-3-1-es felállás alapján készült, a saját posztjukon legjobb értékelést kapott játékosok neveit tartalmazza. A játékosok minden mérkőzés után 1-5-ig kapnak értékelést, ahol az 1-es a legjobb érdemjegy. A játékosok melletti számok az összesített eredményt tartalmazzák. - Kapus: René Adler (Hamburger SV, 2,65) - Hátvédek: Philipp Lahm (Bayern München, 3,00), Jérôme Boateng (Bayern München, 2,74), Mats Hummels (Borussia Dortmund, 2,86), David Alaba (Bayern München, 3,00) - Középpálya: Xabi Alonso (Bayern München, 2,72), Kevin Kampl (Bayer Leverkusen, 2,90) - Támadó középpálya: Henrih Mhitarján (Borussia Dortmund, 2,57), Thomas Müller (Bayern München, 2,72), Douglas Costa (Bayern München, 2,85) - Csatárok: Robert Lewandowski (Bayern München, 2,63) Az idény legjobb játékosa a Kicker osztályzatai alapján: Henrih Mhitarján (Borussia Dortmund, 2,57) |
| Az idény 11-e                                                                                  | |
| Adler Lahm Boateng Hummels Alaba Alonso Kampl Mhitarján Müller Costa Lewandowski               | |
|                                                                                                | |

## Érdekességek
- Ebben a szezonban alkalmazzák először a Hawk-Eye, azaz Sólyomszem gólvonal-technológiát annak megállapítására, hogy a labda teljes terjedelmével áthaladt-e a gólvonalon.[4]
- 16 év után újra a Volksparkstadion nevet viseli a Hamburger SV stadionja. Korábban az AOL, a HSH-Nordbank és az Imtech vállalat nevét is viselte, ám a klub egyik tulajdonosa 16 millió eurót fizetett azért, hogy az aréna visszakapja eredeti nevét.[5]
- Ebben a szezonban kétszer is megdöntötték a Bundesliga átigazolási rekordját: 2015. július elsején a Hoffenheim brazil támadóját, Roberto Firminót 41 millió euróért vette meg a Liverpool Fc, ám ez a rekord két hónapig sem volt érvényben, ugyanis augusztus 30-án az előző idény legtöbb gólpasszát jegyző Kevin De Bruyne-ért fizetett 75 millió eurót a szintén angol Manchester City a Wolfsburgnak.[6]
- A bajnokság 6. fordulójában Robert Lewandowski, a Bayern München csatára, csereként beállva az 51. és 60. perc között 5 gólt szerzett. Erre (kilenc perc alatt öt gól) az európai topbajnokságokban korábban még nem volt példa.[7]
- 2016. február 11-én vette át a Hoffenheim irányítását Julian Nagelsmann a szívritmuszavara miatt lemondó Huub Stevenstől. Ezzel ő lett minden idők legfiatalabb vezetőedzője a Bundesligában: a Werder elleni bemutatkozó mérkőzése alkalmával 28 éves és 206 napos volt. Bár 1976. október 23-án ült nála is fiatalabb edző Bundasliga-csapat kispadján – Bernd Ströber az 1. FC Saarbrücken csapatát irányította az 1. FC Köln ellen elszenvedett 5:1-es vereség alkalmával – ám csak helyettesként, egy mérkőzés erejéig. Ströber egyébként ekkor 24 éves és 47 napos volt.[8]
- A Bayern München a 33. fordulóban az Ingolstadt legyőzésével sorozatban a negyedik bajnoki címét szerezte. Erre korábban, a Bundesliga történetében nem volt példa. A bajoroknak ez a 26. német bajnoki, és a 25. Bundesliga-aranya, ezzel ők a rekordtartók.[9]

## Lásd még
- 2015–2016-os DFB-Pokal
- 2015–2016-os Bundesliga 2